# 空戀
《空戀》是Chelseasoft在2015年12月18日發售的戀愛冒險類型成人遊戲，也是Chelseasoft的第一部作品。

## 故事
拓斗和光兩人從小時候就開始一起生活，但是有天兩人遇到與光外貌相似的少女空，由於光與空的競爭讓拓斗的生活開始不平靜。

## 角色
拓斗
本作的男主角，希森學園（希ノ森学園）二年級學生。夢想能成為電影導演而加入電影同好會。
光（聲優：秋野花）
身高：155cm，三圍：B82/W52/H81，血型：O型
拓斗的同學和青梅竹馬，電影同好會的成員。
空（聲優：浜穂志香）
身高：156cm，三圍：B83/W52/H82，血型：O型
自稱是光，擁有與光相似的面貌。在奈美的幫忙下與拓斗同班並加入電影同好會。
愛莉
身高：152cm，三圍：B90/W50/H84，血型：A型
拓斗的學妹，電影同好會的成員。
奈美
身高：160cm，三圍：B80/W53/H83，血液型：B型
拓斗的學姊，電影同好會的成員，學生宿舍「夕凪寮」的管理人。

## 主題曲
片頭曲「sign」
作詞：ジェームズ伊達，作曲、編曲：北澤伸一郎，主唱：夢乃ゆき
片尾曲「空恋」
作詞：ジェームズ伊達，作曲：東条サダヲ、セクシー大統領、北澤伸一郎，編曲：東条サダヲ，主唱：安田みずほ

## 外部連結
- 官方網站 （页面存档备份，存于）（日語）